# Distretto di Topoľčany
Il distretto di Topoľčany (in slovacco: okres Topoľčany) è un distretto della regione di Nitra, nella Slovacchia occidentale.
Fino al 1918, il distretto era parte del comitato di Nyitra.

## Geografia antropica
Il distretto è composto da 1 città e 53 comuni:

### Città
- Topoľčany

### Comuni
- Ardanovce
- Belince
- Biskupová
- Blesovce
- Bojná
- Chrabrany
- Čeľadince
- Čermany
- Dvorany nad Nitrou
- Hajná Nová Ves
- Horné Chlebany
- Horné Obdokovce
- Horné Štitáre
- Hrušovany
- Jacovce
- Kamanová
- Koniarovce
- Kovarce

- Krnča
- Krtovce
- Krušovce
- Kuzmice
- Lipovník
- Ludanice
- Lužany
- Malé Ripňany
- Nemčice
- Nemečky
- Nitrianska Blatnica
- Nitrianska Streda
- Norovce
- Oponice
- Orešany
- Podhradie
- Prašice
- Práznovce

- Preseľany
- Radošina
- Rajčany
- Solčany
- Solčianky
- Súlovce
- Svrbice
- Šalgovce
- Tesáre
- Tovarníky
- Tvrdomestice
- Urmince
- Velušovce
- Veľké Dvorany
- Veľké Ripňany
- Vozokany
- Závada